# Halim Perdanakusuma Airport
Halim Perdanakusuma Airport (indonesiska: Bandara Udara Halim Perdanakusuma, Lapangan Terbang Halimperdanakusuma) är en flygplats i Indonesien.   Den ligger i provinsen Jakarta, i den västra delen av landet, i huvudstaden Jakarta. Halim Perdanakusuma Airport ligger 30 meter över havet.
Terrängen runt Halim Perdanakusuma Airport är platt, och sluttar norrut. Runt Halim Perdanakusuma Airport är det mycket tätbefolkat, med 3 369 invånare per kvadratkilometer. Närmaste större samhälle är Jakarta, 7,7 km nordväst om Halim Perdanakusuma Airport. Runt Halim Perdanakusuma Airport är det i huvudsak tätbebyggt.